# Ebnerodes
Ebnerodes is een geslacht van rechtvleugeligen uit de familie Pamphagidae. De wetenschappelijke naam van dit geslacht is voor het eerst geldig gepubliceerd in 1951 door Ramme.

## Soorten
Het geslacht Ebnerodes  is monotypisch en omvat slechts de volgende soort:
- Ebnerodes toelgi (Ebner, 1919)